# Visión del judaísmo sobre Jesús
En el judaísmo, se considera que Jesús fue el más influyente y, en consecuencia, el más dañino de todos los falsos profetas. Dado que la creencia judía tradicional es que el mesías aún no ha llegado y que la era mesiánica aún no está presente, concluye en el rechazo total de Jesús como mesías.
El judaísmo nunca ha aceptado ninguno de los supuestos cumplimientos de profecía que el cristianismo atribuye a Jesús. El judaísmo también prohíbe la adoración de una persona como una forma de idolatría, ya que la creencia central del judaísmo es la unidad absoluta y la singularidad de Dios. La escatología judía sostiene que la venida del Mesías se asociará con una serie específica de eventos que aún no han ocurrido, incluido el regreso de los judíos a su tierra natal, la reconstrucción del Templo de Jerusalén, una era mesiánica de paz y la comprensión de que "el conocimiento de Dios" llenará la tierra. Dado que los libros de historia dictan que ninguno de estos eventos ocurrió durante la vida de Jesús (ni ocurrieron después), se considera que él no era el Mesías.
Los puntos de vista tradicionales de Jesús han sido en su mayoría negativos, aunque en la Edad Media, Judah Halevi y Maimónides vieron a Jesús como una figura preparatoria importante para un futuro monoteísmo ético universal de la Edad Mesiánica. Algunos pensadores judíos modernos han especulado con simpatía que el Jesús histórico pudo haber estado más cerca del judaísmo de lo que indicarían los Evangelios o los relatos judíos tradicionales, comenzando en el siglo XVIII con el ortodoxo Jacob Emden y el reformador Moses Mendelssohn. Esta opinión todavía es adoptada por algunos.

## Antecedentes

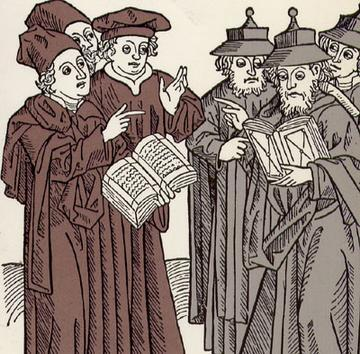
Xilografía tallada por Johann von Armssheim (1483). Retrata una disputa entre eruditos cristianos y judíos.

La creencia de que Jesús es Dios, el Hijo de Dios, o una persona de la Trinidad, es incompatible con la teología judía. Los judíos creen que Jesucristo no cumplió las profecías mesiánicas que establecen los criterios para la venida del mesías. El judaísmo rechaza a Jesús como Dios, ser divino, intermediario entre los humanos y Dios, mesías o santo, lo ven como un rabino y algunas corrientes como uno más de los profetas, más no como un Dios o ser divino. La creencia en la Trinidad también se considera incompatible con el judaísmo, que cree que solo hay un Dios, un solo ser supremo por lo que no existen seres Divinos intermediarios para llegar a él, sino cumplir con los preceptos, educarse y fomentar los valores de la familia, comunidad, por lo existen diferencias entre los principios del judaísmo con algunos  principios del cristianismo a pesar de que está religión al igual que otras nacen del judaísmo.  

### Teología judía

#### Unidad e indivisibilidad de Dios
En el judaísmo, la idea de Dios como dualidad o trinidad es herética — incluso es considerada por algunos como politeísta. Según las creencias judaicas, la Torá descarta un Dios trinitario en Deuteronomio (6: 4): "Escucha, oh Israel, el Señor es nuestro Dios, el Señor es uno".
El judaísmo enseña que es herético que cualquier hombre afirme ser Dios, parte de Dios o el hijo literal de Dios. El Talmud de Jerusalén (Ta'anit 2:1) declara explícitamente: "si un hombre dice ser Dios, es un mentiroso".
En su libro Una historia de los judíos, Paul Johnson describe el cisma entre judíos y cristianos causado por una divergencia de este principio:

A la pregunta: ¿Era Jesús Dios u hombre?, los cristianos respondieron: ambos. Después del 70 DC, su respuesta fue unánime y cada vez más enfática. Esto hizo inevitable una ruptura completa con el judaísmo.
Paul Jonhson

En el siglo XII, el erudito judío preeminente Maimónides codificó los principios centrales del judaísmo moderno, escribiendo "[Dios], la causa de todos, es uno. Esto no significa uno como en uno de un par, ni uno como una especie (que abarca muchos individuos), ni uno como en un objeto que está formado por muchos elementos, ni como un objeto simple único que es infinitamente divisible. Más bien, Dios es una unidad diferente a cualquier otra unidad posible".
Algunos eruditos judíos ortodoxos señalan que la expresión judía poética común, "Nuestro Padre Celestial", fue utilizada literalmente por Jesús para referirse a Dios como "su Padre Celestial" (cf. Padre nuestro).

#### Dios no es corpóreo
Los trece principios de fe de Maimónides incluyen el concepto de que Dios no tiene cuerpo y que los conceptos físicos no se aplican a él. En la oración "Yigdal", que se encuentra al comienzo de los libros de oración judíos utilizados en las sinagogas de todo el mundo, dice "No tiene apariencia de cuerpo ni es corpóreo". Es un principio central del judaísmo que Dios no tiene ninguna característica física; que la esencia de Dios no puede ser comprendida.

## Jesús como el Mesías judío
La idea del judaísmo del mesías difiere sustancialmente de la idea cristiana del Mesías. En el judaísmo ortodoxo, la tarea del mesías es introducir la Era Mesiánica, un evento único y un presunto mesías que es asesinado antes de completar la tarea (es decir, obligar a todo Israel a caminar en el camino de la Torá, reparando las brechas en observancia, pelear las guerras de Dios, construir el Templo en su lugar, reunirse en los exiliados dispersos de Israel) no es el mesías. Maimónides afirma:

Pero si no tuvo éxito en todo esto o fue asesinado, definitivamente no es el Moshiach prometido en la Torá ... y Dios solo lo nombró para probar a las masas.

Los judíos creen que el mesías cumplirá las profecías mesiánicas de los profetas Isaías y Ezequiel. Según Isaías, el mesías será un descendiente paterno del rey David. Se espera que regrese a los judíos a su tierra natal y reconstruya el Templo, reine como Rey y marque el comienzo de una era de paz y comprenda dónde "el conocimiento de Dios" llena la tierra, llevando a las naciones a "terminar reconociendo los errores que hicieron con Israel" Ezequiel dice que el mesías redimirá a los judíos.
La visión judía de Jesús está influenciada por el hecho de que Jesús vivió mientras el Segundo Templo estaba de pie, y no mientras los judíos estaban exiliados. Nunca reinó como Rey, y no hubo una era posterior de paz o gran conocimiento. Jesús murió sin completar parte de cualquiera de las tareas mesiánicas, prometiendo una segunda venida. En lugar de ser redimidos, los judíos fueron posteriormente exiliados de Israel, y el templo fue destruido años más tarde y no reconstruido. Estas discrepancias fueron notadas por eruditos judíos que eran contemporáneos de Jesús, como señaló más tarde Nahmánides, quien en 1263 observó que los rabinos de su tiempo rechazaron a Jesús como el mesías.
El rabino Moshe David Valli, un estudiante de Moshé Jaim Luzzatto (Ramjal), explica que se suponía que Jesús era el Mashiaj ben Yoseph de la generación, predecesor del segundo mesías (Mashiaj ben David), pero falló en su tarea y terminó convirtiéndose en un falso Mesías y se extravió. El rabino Aryeh Kaplan explica el concepto esotérico de la conciencia de Dios y la conciencia de Cristo, no que él fuera Dios en este mundo, sino que experimenta una conciencia de mashiaj-cristo. Jesús es el Mashiaj ben Yoseph, algunos se confunden y explican que es el hijo de José y María. El Talmud en el sanedrín 67A lo explica como el hijo de una relación promiscua con el soldado romano Pandira y María Magdalena, quien estaba casada con Papus Ben Yehudah.
Además, el judaísmo ve que las afirmaciones cristianas de que Jesús es el mesías textual de la Biblia hebrea se basa en traducciones incorrectas, con la idea de que Jesús no cumplió con ninguno de los requisitos del Mesías judío.

### Profecía y Jesús
Según la Torá (Devarim 13:1-5 y 18:18-22), el criterio para que una persona sea considerada profeta o hable por Dios en el judaísmo es que debe seguir al Dios de Israel (y a ningún otro dios); no debe describir a Dios de manera diferente a como se sabe que es de las Escrituras; no debe abogar por un cambio en la palabra de Dios ni declarar que Dios ha cambiado de opinión y desea cosas que contradicen su palabra eterna ya establecida. No existe un concepto del Mesías "cumpliendo la ley" para liberar a los israelitas de su deber de mantener las mitzvot en el judaísmo, como se entiende en gran parte del cristianismo o el judaísmo mesiánico.
Hay dos tipos de "falso profeta" reconocidos en la Biblia hebrea: el que dice ser profeta en nombre de la idolatría, y el que dice ser profeta en nombre del Dios de Israel, pero declara que cualquier palabra o mandamiento (mitzvá) que Dios ha dicho ya no se aplica, o hace declaraciones falsas en nombre de Dios. Como el judaísmo tradicional cree que la palabra de Dios es verdadera eternamente, alguien que dice hablar en nombre de Dios pero que se desvía de cualquier manera de lo que Dios mismo ha dicho, lógicamente no puede ser inspirado por la autoridad divina. Deuteronomio 13:1 dice simplemente: "Ten cuidado de observar solo lo que te ordeno; no agregues ni quites de él".
Incluso si alguien que parece ser un profeta puede realizar actos o signos sobrenaturales, ningún profeta o soñador puede contradecir las leyes ya establecidas en la Biblia. Por lo tanto, cualquier divergencia expuesta por Jesús de los principios del judaísmo bíblico lo descalificaría de ser considerado un profeta en el judaísmo. Esta fue la opinión adoptada por los contemporáneos de Jesús, según la tradición rabínica como se afirma en el Talmud (Nashim 48b) "cuando Malaquías murió, la Profecía se fue de Israel". Como Malaquías vivió siglos antes que Jesús, está claro que los rabinos de los tiempos talmúdicos no veían a Jesús como un profeta divinamente inspirado. Además, la Biblia misma incluye un ejemplo de un profeta que podía hablar directamente con Dios y podía hacer milagros pero era "malo", en forma de Balaam.

### Jesús y salvación
El judaísmo no comparte el concepto cristiano de salvación, ya que no cree que las personas nazcan en "pecado original". El judaísmo sostiene, en cambio, que una persona que peca puede arrepentirse de ese pecado y, en la mayoría de los casos, que sea perdonado.

## Jesús en la literatura rabínica

### El Talmud
Se cree que varias obras de la literatura rabínica judía clásica contienen referencias a Jesús, incluidos algunos manuscritos sin censura del Talmud de Babilonia y la literatura clásica del midrash escrita entre los años 250 y 700 hay un espectro de puntos de vista académicos sobre cuántas de estas referencias son en realidad a Jesús.
Las autoridades cristianas en Europa desconocían en gran medida las posibles referencias a Jesús en el Talmud hasta 1236, cuando un converso del judaísmo, Nicholas Donin, presentó treinta y cinco cargos formales contra el Talmud ante el Papa Gregorio IX, y estos cargos fueron presentados al rabino Yechiel de París para defender en la Disputación de París en 1240. La defensa principal de Yehiel fue que el Yeshúa en la literatura rabínica era un discípulo de Joshua ben Perachiah, y no debe confundirse con Jesús (Vikkuah Rabbenu Yehiel mi-Paris). Posteriormente, en la Disputación de Barcelona (1263), Nahmánides hizo el mismo punto. Jacob ben Meir, Jehiel ben Solomon Heilprin (siglo XVII) y Jacob Emden (siglo XVIII) apoyan esta opinión.
No todos los rabinos tomaron esta opinión. El Kuzari de Yehuda Halevi (c.1075-1141) entendió que estas referencias en Talmud se referían a Jesús de Nazaret y se basaron en evidencias discutibles que aseguran que Jesús de Nazaret vivió 130 años antes de la fecha en que los cristianos creen que vivió. cuenta sobre la cronología de Jesús.   La polémica anticristiana Kelimmat ha-Goyim de Profiat Duran ("La vergüenza de los gentiles", 1397) hace evidente que Durán no le dio crédito a la teoría de Yehiel de París sobre dos Jesús.
La erudición moderna sobre el Talmud tiene un espectro de puntos de vista de Joseph Klausner, R. Travers Herford y Peter Schäfer que ven algunos rastros de un Jesús histórico en el Talmud, a los puntos de vista de Johann Maier y Jacob Neusner , quienes consideran que hay pocos o ningún rastro histórico y se han aplicado textos a Jesús en su posterior edición, y otros como Daniel Boyarin (1999) que argumentan que Jesús en el Talmud es un dispositivo literario utilizado por los rabinos farisaicos para comentar sobre su relación con los primeros judíos mesiánicos.
Las referencias principales a un Yeshúa se encuentran solo en textos sin censura del Talmud de Babilonia y el Tosefta.[cita requerida]  La bula papal del Vaticano emitida en 1554 censuró el Talmud y otros textos judíos, lo que resultó en la eliminación de referencias a un Yeshúa.[cita requerida]  Ningún manuscrito conocido del Talmud de Jerusalén menciona el nombre, aunque una traducción (Herford) lo ha agregado a Avodah Zarah 2:2 para alinearlo con un texto similar de Chullin 2:22 en el Tosefta.[cita requerida]  Todos los usos posteriores del término Yeshúa se derivan de estas referencias primarias.[cita requerida]   En los manuscritos del Talmud de Múnich (1342 d. C.), París y el Seminario Teológico Judío de América, la denominación Ha-Notzri se agrega a la última mención de un Yeshúa en Sanedrín 107b y Sotah 47a, así como a la ocurrencias en Sanedrín 43a, Sanedrín 103a, Berajot 17b y Avodah Zarah 16b-17a. Gil Student, Zindler y McKinsey Ha-Notzri no se encuentra en otros manuscritos parciales anteriores a la censura (Florencia, Hamburgo y Karlsruhe) donde estos cubren los pasajes en cuestión.[cita requerida]
Aunque Notzri no aparece en el Tosefta, cuando se produjo el Talmud de Babilonia, Notzri se había convertido en la palabra hebrea estándar para cristiano y el Yeshúa Ha-Notzri encontrado en el Talmud se había convertido en la controvertida interpretación de "Jesús el Nazareno" en hebreo . Por ejemplo, en 1180 d. C. el término Yeshúa Ha-Notzri se puede encontrar en la Mishneh Torah de Maimónides (Hilchos Melachim 11: 4, versión sin censura).
En Sanedrín 107b; Sotah 47a declara que Jesús era sexualmente inmoral y adoraba a los ídolos.

### Toledot Yeshu
En el Toledot Yeshu el nombre de Yeshúa se toma como Yimakh Shemo. En todos los casos de su uso, las referencias a Yeshúa se asocian con actos o comportamientos que se consideran que alejan a los judíos del judaísmo al Minuth (un término generalmente traducido como "herejía" o "apostasía"). Históricamente, las representaciones de un Jesús en el Talmud y la literatura judía se utilizaron como una excusa para sentimientos antijudíos.

## Maimónides
Maimónides lamentó los dolores que los judíos sintieron como resultado de nuevas religiones que intentaron suplantar al judaísmo, específicamente al cristianismo y al islam. Refiriéndose a Jesús, escribió:
Incluso Jesús el Nazareno, que imaginó que sería el Mesías y fue asesinado por la corte, fue interpretado como profetizado por Daniel. De modo que se dijo: "Y los miembros de los forajidos de su nación serían llevados a defender una visión (profética). Y tropezaron" (Daniel 11.14). Porque, ¿hay un obstáculo mayor que este? De modo que todos los profetas hablaron que el Mesías redime a Israel, y los salva, y reúne a sus desterrados, y fortalece sus mandamientos. Y esto hizo que (las naciones) destruyeran a Israel por la espada, dispersaran su remanente, y los humillaran, intercambiaran la Torá e hicieran que la mayoría del mundo errara al servicio de una divinidad además de Dios.
No obstante, Maimónides continuó, desarrollando un pensamiento anteriormente expresado en Kuzari de Judá Halevi,
Pero la mente humana no tiene poder para alcanzar los pensamientos del Creador, porque sus pensamientos y formas son diferentes a las nuestras. Y todas estas cosas de Jesús el Nazareno, y de (Muhammad) el Ismaelita que lo defendió - no hay (propósito) sino enderezar el camino para el Rey Mesías, y restaurar todo el mundo para servir a Dios juntos. De modo que se dice: "Porque entonces me volveré hacia las naciones (dándoles) un labio claro, para llamarlos a todos en el nombre de Dios y servir a Dios (hombro con hombro como) un hombro". (Sofonías 3:9). ¿Cómo es esto? El mundo entero se había llenado de los problemas del ungido y de la Torá y las Leyes, y estos problemas se habían extendido a islas lejanas y entre muchas naciones incircuncisas en el corazón, y discuten estos temas y las leyes de la Torá. Estos dicen: Estas Leyes eran ciertas pero ya están extintas en estos días y no gobiernan para las siguientes generaciones; mientras que los otros dicen: Hay capas secretas en ellos y no deben ser tratados literalmente, y (el Mesías había venido y reveló sus significados secretos). Pero cuando el rey ungido realmente se levantará y triunfará y será resucitado y elevado, todos inmediatamente se darán la vuelta y sabrán que sus padres heredaron la mentira, y sus profetas y antepasados los llevaron por mal camino. (Hilkhot Melakhim 11:10–12.)

### Epístola a Yemen
Jesús se menciona en la Epístola a Yemen de Maimónides, escrita alrededor de 1172 al rabino Jacob ben Netan'el al-Fayyumi, jefe de la comunidad judía de Yemen.
Desde el tiempo de Apocalipsis, cada déspota o esclavo que ha alcanzado el poder, ya sea violento o ignorable, se ha convertido en su primer objetivo y su propósito final de destruir nuestra ley y viciar nuestra religión, por medio de la espada, por violencia o por fuerza bruta, como Amalek, Sisera, Senaquerib, Nabucodonosor, Tito, Adriano, que sus huesos se conviertan en polvo y otros como ellos. Esta es una de las dos clases que intentan frustrar la voluntad Divina.
La segunda clase se compone de los más inteligentes y educados entre las naciones, como los sirios, persas y griegos. Estos también se esfuerzan por demoler nuestra ley y viciarla mediante argumentos que inventan y mediante controversias que instituyen...
Después de eso surgió una nueva secta que combinaba los dos métodos, a saber, conquista y controversia, en uno, porque creía que este procedimiento sería más efectivo para eliminar todo rastro de la nación y la religión judías. Por lo tanto, resolvió reclamar la profecía y fundar una nueva fe, contraria a nuestra religión Divina, y afirmar que era igualmente dada por Dios. Por lo tanto, esperaba generar dudas y crear confusión, ya que uno se opone al otro y supuestamente ambos emanan de una fuente Divina, lo que conduciría a la destrucción de ambas religiones. Porque tal es el notable plan ideado por un hombre que es envidioso y quejumbroso. Se esforzará por matar a su enemigo y salvar su propia vida, pero cuando encuentre imposible alcanzar su objetivo, ideará un plan por el cual ambos serán asesinados.
El primero en adoptar este plan fue Jesús el Nazareno, que sus huesos se conviertan en polvo. Era judío porque su madre era judía, aunque su padre era gentil. Porque de acuerdo con los principios de nuestra ley, un niño nacido de una judía y un gentil, o de una judía y un esclavo, es legítimo. (Yevamot 45a). A Jesús solo se le llama figurativamente un hijo ilegítimo. Impulsó a la gente a creer que él era un profeta enviado por Dios para aclarar perplejidades en la Torá, y que él era el Mesías que todos los videntes habían predicho. Interpretó la Torá y sus preceptos de tal manera que condujeron a su anulación total, a la abolición de todos sus mandamientos y a la violación de sus prohibiciones. Los sabios, de bendita memoria, al darse cuenta de sus planes antes de que su reputación se extendiera entre nuestra gente, le imponían un castigo adecuado.

Daniel ya se había referido a él cuando presagió la caída de un malvado y un hereje entre los judíos que se esforzarían por destruir la Ley, reclamar profecía para sí mismo, fingir milagros y alegar que él es el Mesías, tal como es. escrito: "También los hijos del impúdico entre tu pueblo se atreverán a reclamar profecía, pero caerán". (Daniel 11:14).
En el contexto de refutar las afirmaciones de un contemporáneo en Yemen que pretende ser el Mesías, Maimónides menciona a Jesús nuevamente:
Usted sabe que los cristianos falsamente atribuyen poderes maravillosos a Jesús el Nazareno, que sus huesos se conviertan en polvo, como la resurrección de los muertos y otros milagros. Incluso si les concediéramos por el argumento, no deberíamos estar convencidos por su razonamiento de que Jesús es el Mesías. Porque podemos traer mil pruebas más o menos de la Escritura de que no es así incluso desde su punto de vista. De hecho, ¿alguien se arrogará este rango a sí mismo a menos que desee convertirse en un hazmerreír?

## Como nazareno
Entre algunas sinagogas israelíes en las comunidades Mizrahi (judíos originales del Medio Oriente), como las de Ra'anana, Jesús es visto como un Natzer, (Nazareno), un seguidor de un movimiento ascético religioso dentro del judaísmo, aunque sus seguidores no son reconocidos como Judíos ortodoxos, a pesar de sus propias afirmaciones de lo contrario.
Además de ser un nombre de lugar, los nazarenos eran judíos que se comprometían a ciertas observancias extremas de la práctica religiosa, como afeitarse la cabeza y abstenerse de diversas actividades, alimentos o prácticas, pasar tiempo contemplando el desierto, etc.
Según su sitio web, continúan siendo reconocidos como judíos, y Jesús pudo vivir alrededor del 130 o 140 y se fusionó con las creencias neoplatónicas en lo que se convirtió en el Nuevo Testamento. Para ellos, Jesús es un maestro, en la tradición de otros maestros judíos, y no Dios.

## Revaluaciones históricas positivas
Considerando el Jesús histórico, algunos pensadores judíos modernos han llegado a tener una visión más positiva de Jesús, argumentando que él mismo no abandonó el judaísmo y/o que benefició a los no judíos. Entre los rabinos ortodoxos históricos que sostienen estas opiniones están Jacob Emden, Eliyahu Soloveitchik y Elijah Benamozegh-
Moses Mendelssohn, así como algunos otros pensadores religiosos de la Ilustración judía, también tenían opiniones más positivas. El filósofo nacido en Austria Martin Buber también tuvo a Jesús en gran estima. Una visión positiva de Jesús está bastante representada entre los judíos modernos en las corrientes de reforma (Emil G. Hirsch y Kaufmann Kohler), conservadores (Milton Steinberg y Byron Sherwin,) y renovación judía (Zalman Schachter-Shalomi) 
Algunos rabinos ortodoxos de la actualidad, como Irving Greenberg y Jonathan Sacks, también tienen opiniones positivas (Greenberg teoriza que Jesús es "un mesías pero no el Mesías"). Shmuley Boteach lleva esto aún más lejos, siguiendo la investigación de Hyam Maccoby. Estas opiniones han sido cuestionadas por la mayoría de la comunidad ortodoxa en general.